# Estados Unidos en los Juegos Paralímpicos de Heidelberg 1972
Estados Unidos estuvo representado en los Juegos Paralímpicos de Heidelberg 1972 por un total de 66 deportistas, 49 hombres y 17 mujeres.

## Medallistas
El equipo paralímpico estadounidense obtuvo las siguientes medallas:
| Nombre                                              | Deporte                       | Evento                                                  |
| --------------------------------------------------- | ----------------------------- | ------------------------------------------------------- |
| Oro                                                 |                               |                                                         |
| Broemmer                                            | Atletismo                     | Eslalon 1B femenino                                     |
| Keyser                                              | Atletismo                     | Eslalon 4 femenino                                      |
| Rosalie Hixson                                      | Atletismo                     | Jabalina 3 femenino                                     |
| Darleen Quinlan                                     | Atletismo                     | Jabalina 4 femenino                                     |
| Julius Duval                                        | Atletismo                     | Jabalina 1B masculino                                   |
| Julius Duval                                        | Atletismo                     | Peso 1B masculino                                       |
| David Williamson                                    | Atletismo                     | Peso 3 masculino                                        |
| David Williamson                                    | Atletismo                     | Pentatlón 3 masculino                                   |
| Ray Clark                                           | Atletismo                     | Disco 5 masculino                                       |
| Ray Clark                                           | Atletismo                     | Pentatlón 5 masculino                                   |
| Gary Kerr                                           | Atletismo                     | 100 m 2 masculino                                       |
| Raymond Lewandowski                                 | Atletismo                     | 100 m 4 masculino                                       |
| Rosenbaum                                           | Atletismo                     | Eslalon 1B masculino                                    |
| Raymond Lewandowski Donald Vandello Gillette Stuewe | Atletismo                     | 4 × 60 m clase abierta masculino                        |
| Equipo                                              | Baloncesto en silla de ruedas | Torneo masculino                                        |
| Edward Coyle                                        | Halterofilia                  | Peso medio masculino                                    |
| Karen Donaldson                                     | Natación                      | 25 m espalda 1A femenino                                |
| Plata                                               |                               |                                                         |
| Rosalie Hixson                                      | Atletismo                     | Jabalina de precisión clase abierta femenino            |
| Rosalie Hixson                                      | Atletismo                     | Pentatlón 3 femenino                                    |
| Fetter                                              | Atletismo                     | Pentatlón 2 femenino                                    |
| Goldmann                                            | Atletismo                     | 100 m 2 masculino                                       |
| Goldmann                                            | Atletismo                     | Eslalon 2 masculino                                     |
| Rod Vleiger                                         | Atletismo                     | Eslalon 1A masculino                                    |
| Rod Vleiger                                         | Atletismo                     | Disco 1A masculino                                      |
| Reno Levis                                          | Atletismo                     | Jabalina 4 masculino                                    |
| Reno Levis                                          | Atletismo                     | Jabalina de precisión clase abierta masculino           |
| Julius Duval                                        | Atletismo                     | Disco 1B masculino                                      |
| Julius Duval                                        | Atletismo                     | Pentatlón 1B masculino                                  |
| Gillette                                            | Atletismo                     | 100 m 5 masculino                                       |
| Robert Ockvirk                                      | Atletismo                     | Eslalon 1B masculino                                    |
| Roman                                               | Atletismo                     | Eslalon 3 masculino                                     |
| McNichol                                            | Atletismo                     | Jabalina 1A masculino                                   |
| David Williamson                                    | Atletismo                     | Jabalina 3 masculino                                    |
| Ron Halsey                                          | Atletismo                     | Peso 2 masculino                                        |
| Edward Owen                                         | Atletismo                     | Pentatlón 5 masculino                                   |
| Martin                                              | Halterofilia                  | Peso supergallo masculino                               |
| Patton                                              | Halterofilia                  | Peso semipesado masculino                               |
| Jon Brown                                           | Halterofilia                  | Peso pesado masculino                                   |
| Robert Ockvirk                                      | Natación                      | 25 m braza 1B masculino                                 |
| Robert Ockvirk                                      | Natación                      | 25 m espalda 1B masculino                               |
| Robert Ockvirk                                      | Natación                      | 25 m libre 1B masculino                                 |
| Michael Dempsey                                     | Tenis de mesa                 | Individual 4 masculino                                  |
| Jay Brown                                           | Tiro con arco                 | Ronda Western corta clase abierta masculino             |
| Jay Brown Patrick Krishner McGee                    | Tiro con arco                 | Ronda Western corta por equipos clase abierta masculino |
| Bronce                                              |                               |                                                         |
| Darleen Quinlan                                     | Atletismo                     | Disco 4 femenino                                        |
| Darleen Quinlan                                     | Atletismo                     | Eslalon 4 femenino                                      |
| Darleen Quinlan                                     | Atletismo                     | Peso 4 femenino                                         |
| Sharon Myers                                        | Atletismo                     | Eslalon 2 femenino                                      |
| Sharon Myers                                        | Atletismo                     | Pentatlón 2 femenino                                    |
| Broemmer                                            | Atletismo                     | Disco 1B femenino                                       |
| Broemmer                                            | Atletismo                     | Jabalina 1B femenino                                    |
| Karen Donaldson                                     | Atletismo                     | 60 m silla de ruedas 1A femenino                        |
| Keyser                                              | Atletismo                     | 60 m silla de ruedas 4 femenino                         |
| Rosalie Hixson                                      | Atletismo                     | Disco 3 femenino                                        |
| Kirn                                                | Atletismo                     | Jabalina 3 femenino                                     |
| McNichol                                            | Atletismo                     | Disco 1A masculino                                      |
| McNichol                                            | Atletismo                     | Eslalon 1A masculino                                    |
| Stuewe                                              | Atletismo                     | 100 m 3 masculino                                       |
| Ron Halsey                                          | Atletismo                     | Jabalina 2 masculino                                    |
| Ray Clark                                           | Atletismo                     | Jabalina 5 masculino                                    |
| Dale Wiley                                          | Atletismo                     | Peso 4 masculino                                        |
| Reno Levis                                          | Atletismo                     | Pentatlón 4 masculino                                   |
| Anderson Keyser                                     | Bolos sobre hierba            | Dobles femenino                                         |
| Patton Swing                                        | Bolos sobre hierba            | Dobles masculino                                        |
| Collins Dropko                                      | Dartchery                     | Dobles clase abierta mixto                              |
| Tauber                                              | Halterofilia                  | Peso medio masculino                                    |
| Sharon Myers                                        | Natación                      | 25 m libre 2 femenino                                   |
| R. Rosenbaum                                        | Natación                      | 25 m braza 1B masculino                                 |
| Griggs                                              | Natación                      | 50 m braza 3 masculino                                  |
| Foust                                               | Natación                      | 50 m libre 4 masculino                                  |
| Equipo                                              | Natación                      | 3 × 50 m estilos 2-4 masculino                          |
| Rod Vleiger Nichol                                  | Tenis de mesa                 | Dobles 1A masculino                                     |
| Equipo                                              | Tenis de mesa                 | Equipo 4 masculino                                      |
| Equipo                                              | Tenis de mesa                 | Equipo 2 femenino                                       |
| Equipo                                              | Tenis de mesa                 | Equipo 3 femenino                                       |